# Monte Aghá
O Monte Aghá é um monte localizado entre os municípios de Itapemirim e Piúma, no litoral sul do estado do Espírito Santo, Brasil. Está situado na divisa desses municípios na costa no oceano Atlântico. Dá nome ao distrito de Aghá, em Piúma.

## Etimologia
Difunde-se a ideia de que "Aghá" signifique "lugar de se ver Deus", atribuindo esse significado à língua dos índios tupis. Outra possibilidade a respeito do nome é de que a palavra Aghá era muito utilizada pelos europeus, significando "homem poderoso". Especialmente os franceses que podem ter nomeado o monte para mencionar sua presença.

## Características
Possui cerca de 340 metros de altitude, sendo usado como marco para navegação em todo o litoral sul do Espírito Santo, por ser possível avistá-lo a vários quilômetros de distância, para escaladas e para a prática de voos livres. Trata-se, inclusive, do monte mais elevado da costa sul capixaba e um dos mais altos do litoral do estado.
Em seus pés também estão localizadas duas praias: Praia Martinho Moreira em Itapemirim e do Aghá em Piúma. Seu nome, na língua dos índios Puris, significa “lugar de se ver Deus”. Expedições de grupos de turistas para a subida ao topo do morro são comuns, mas a quantidade de frequentadores é limitada a fim de evitar impactos ambientais. Sua extensão faz parte da área de proteção ambiental (APA) da Lagoa Guanandy e foi tombado pelo Conselho Estadual de Cultura em 1985.

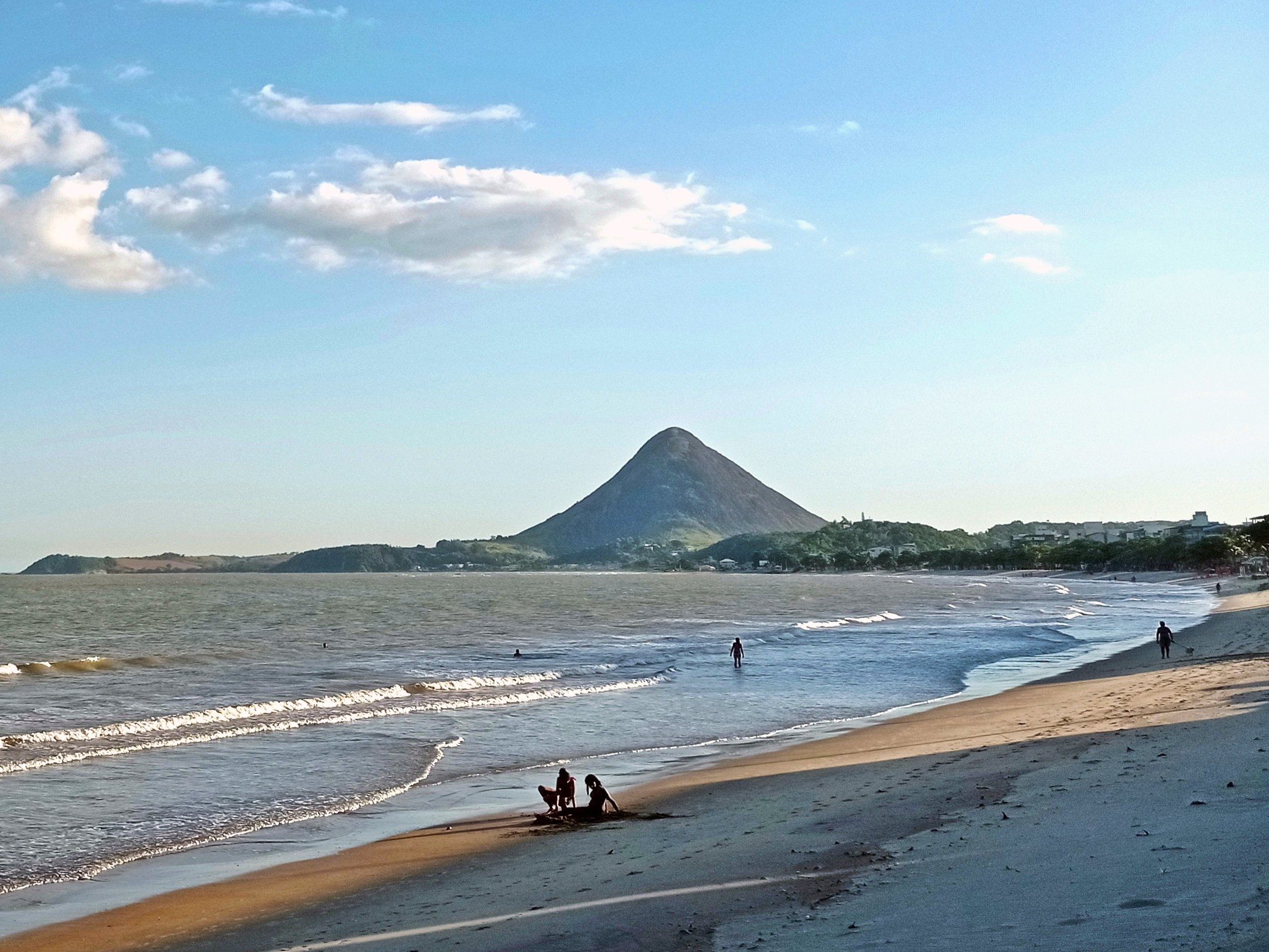
Orla de Piúma com o Monte Aghá ao fundo
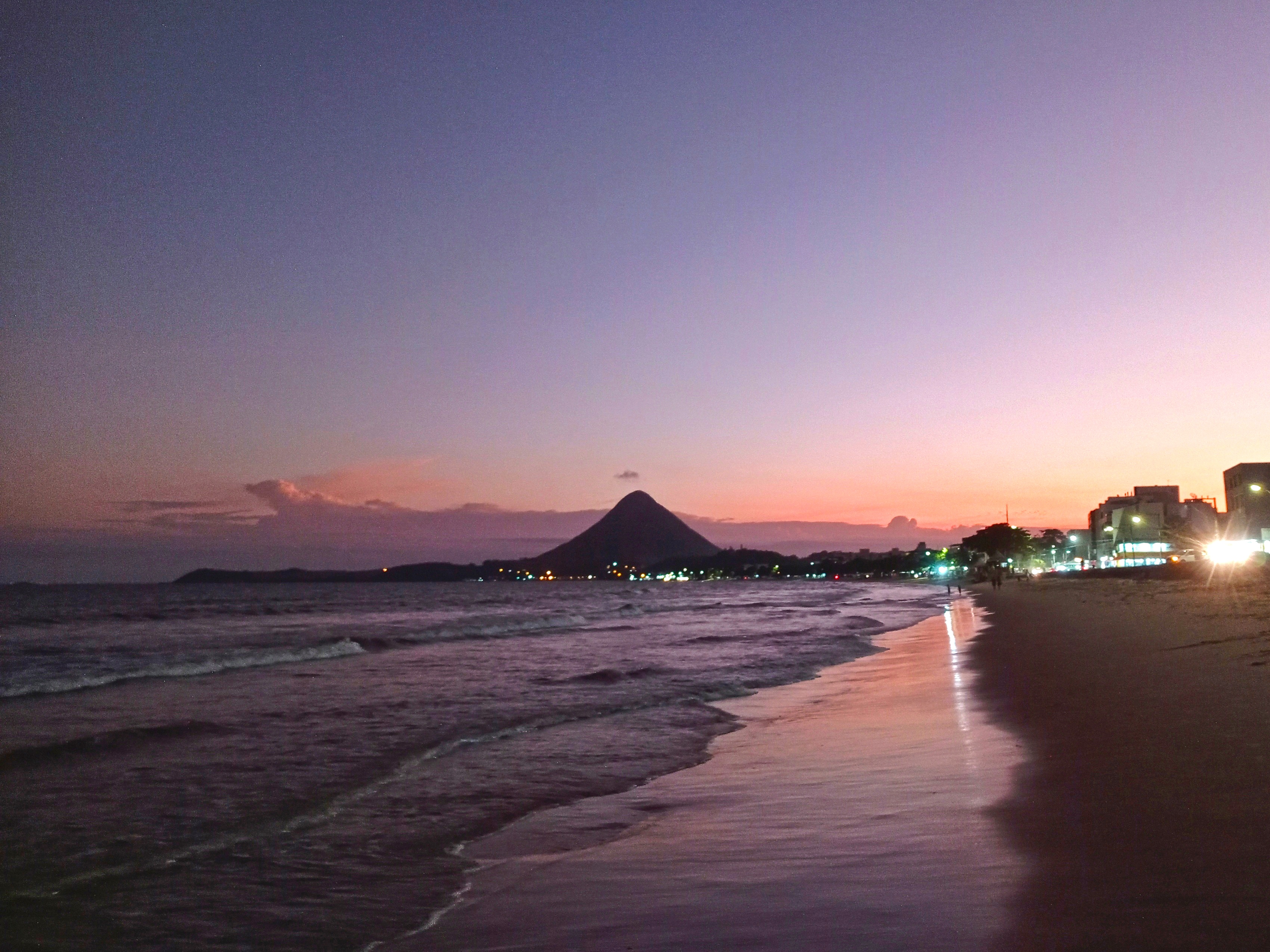
Penumbra do Monte Aghá ao crepúsculo, visto de Piúma.
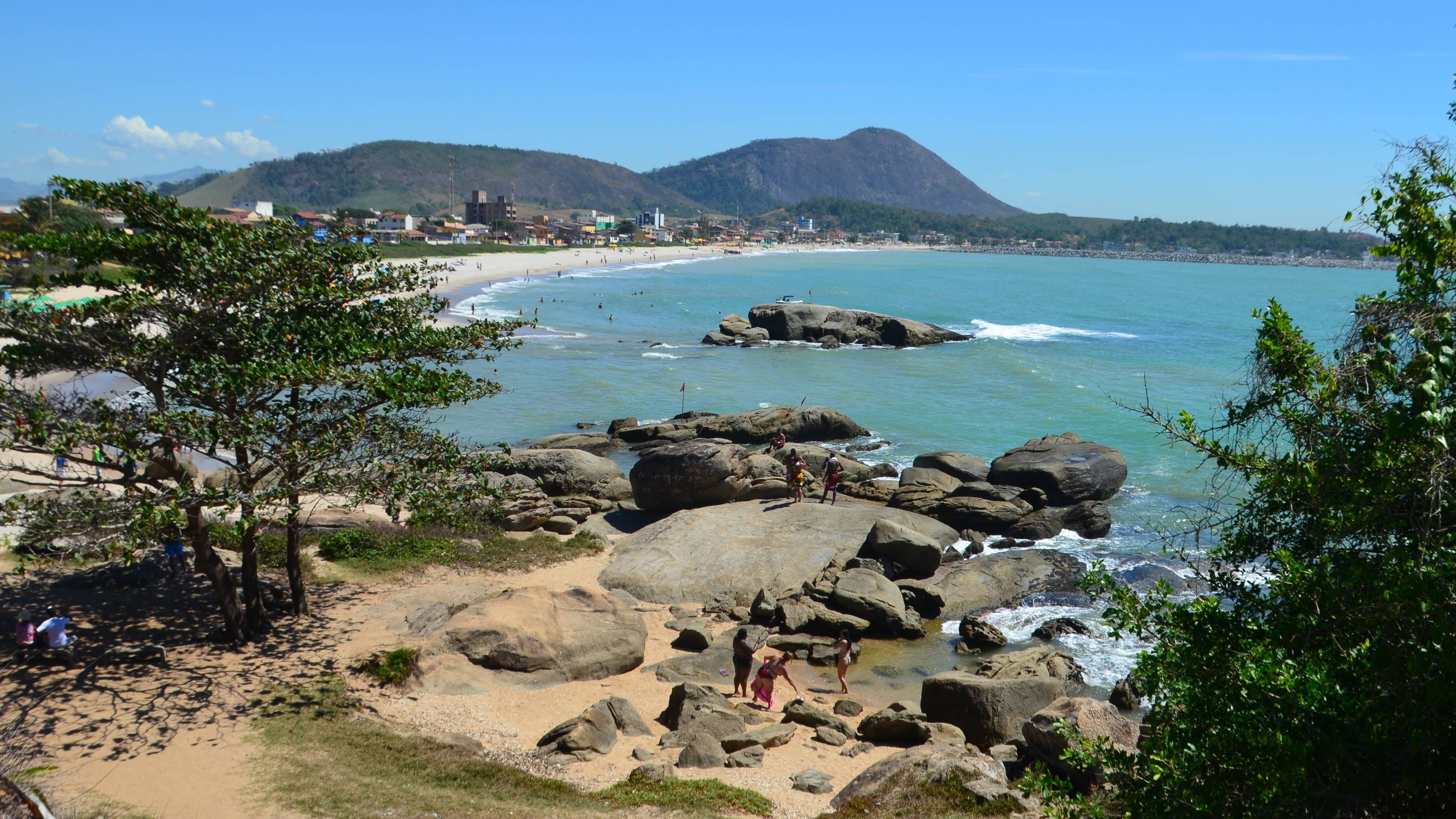
Monte Aghá visto de Itapemirim